# Rob Green (Moderator)
Robert Edward „Rob“ Green (* 19. November 1976 in Mexborough) ist ein britischer Radio- und Fernsehmoderator sowie DJ. Seine Markenzeichen sind sein englischer Akzent und seine Kopfbedeckungen.

## Leben
Rob Green kam 1993 als Austauschschüler nach Bremen. Parallel zur Schule moderierte er bei Radio Bremen eine englische Chartshow. Auf Anraten eines Freundes bewarb er sich nach seinem Abitur beim Berliner Radiosender Energy 103,4. Dort moderierte er ab Juli 1993 die tägliche Rob Green Show.
1996 moderierte Green kurzfristig das wöchentliche Jugendmagazin Coom bei Puls TV. 1997 moderierte er schließlich The Dome auf RTL 2 und spielte sich selbst in fünf Folgen bei Alle zusammen – jeder für sich.
Ab April 1997 moderierte Rob Green, neben seiner Tätigkeit bei Energy, ebenfalls eine Rob Green Show bei dem neu gegründeten Jugendsender Planet Radio in Frankfurt am Main. Von Januar 2000 bis Mai 2001 moderierte er bei Energy die Sendung Rob Greens interaktive Talk Show.
Im Mai 2001 startete bei Hit Radio FFH, dem Muttersender von planet more music radio, die Sendung 0700 Rob Green. Der Titel der Sendung war gleichzeitig die Telefonnummer, unter der die Hörer sich interaktiv an der Show beteiligen konnten. Parallel zur Sendung baute Green zusammen mit seinen Fans eine eigene Internet Community auf. 2003 beendete Green seine Arbeit bei Energy und wechselte vollständig zu Hit Radio FFH und planet more music radio.
Im Januar 2005 startete die Syndication-Show Rob Green in da Club, eine Sendung mit einem Mix aus Hip-Hop und Rhythm and Blues. Sie lief auf den Sendern PartyFM in Österreich, Hit Radio Malaga in Spanien, Rock Antenna 99.3FM Teneriffa und auf Radio Galaxy Bayern. Ab Dezember 2009 sendete der Nürnberger Sender Hit Radio N1 exklusiv die Show Rob Green in da club.
Im Juni 2005 verließ Rob Green Hit Radio FFH und planet radio und wechselte zum öffentlich-rechtlichen Sender You FM, dem Jugendsender des Hessischen Rundfunks (HR). Dort moderierte er bis zum 23. Januar 2014 von Montag bis Freitag Die Rob Green Morningshow sowie samstags von 17–21 Uhr die Party Beats mit Rob Green. Er war ab 2005 auch gelegentlich sonntags nachmittags auf 100,5 das Hitradio aus Eupen (Belgien) bei Aachen zu hören. Die Sendung hatte keinen speziellen Namen.
Ab August 2013 moderierte er die Rob Greens Feierabendshow, Montag bis Freitag von 17 bis 19 Uhr bei 94,3 RS2.
Ab Anfang Juni 2015 moderierte Green von Manchester aus eine Morgensendung für bigFM mit dem Titel Rob Green Morning Show Live aus Manchester. Von Ende August 2015 bis 2020 moderierte er Montag bis Freitag von 05:00 bis 9:45 Uhr Deutschlands biggste Morning Show für bigFM live aus Stuttgart. Seit dem 23. November 2020 moderiert Rob Green die Top 9 1/2 um 13:45 auf bigFM. Von 2021 bis 2024 Moderierte er von 9:45 bis 13:45 den Vormittag auf bigFM und seit März 2021 die Nachmittagssendung beim Inselradio Mallorca. Jeden Samstag von 7:45 bis 13:45 Uhr ist er am big weekend zu hören auf bigFM.
Seit dem 20. Juli 2023 moderiert Rob Green für den Digitalsender BigFM Dance Radio. Zudem ist er seit 2023 mit Rob Green Morning bei 90s90s zu hören.

## Sendungen
- bei Energy 103,4
  - Rob Green Show (1993–2000)
  - Rob Greens interaktive Talk Show (2000–2001)
  - Rob Green Show (2001–2003)

- bei Planet Radio
  - Rob Green Show (1997–2005)
  - Rob Green in da Club (2003–2004)

- bei HIT RADIO FFH
  - 0700 Rob Green (2001–2005)

- bei Hit Radio Malaga (Spanien)
  - Rob Green in da Club (seit 2005)

- bei PartyFM (Österreich)
  - Rob Green in da Club (2005)

- bei Rock Antenna 99.3FM (Teneriffa)
  - Rob Green in da Club (2005)

- bei Radio Galaxy (Bayern)
  - Rob Green in da Club (2005–2009)

- bei Hit Radio N1 (Nürnberg)
  - Rob Green in da Club (seit 2009)

- bei You FM
  - Das Morgen (2005–2006)
  - Der Abend (2005–2006)
  - Partypiraten (2005–2006)
  - Roadshow (2005–2014)
  - Die Rob Green Morningshow (2006–2014)
  - Party Beats mit Rob Green (2012–2014)

- bei 94,3 RS2
  - Rob Greens Feierabendshow (2013–2014)
- bei Das Inselradio Mallorca
  - Hallo Mallorca – mit Inselfeeling und neuem Schwung in den Feierabend! (seit 2021)
- bei bigFM
  - bigFM Rob Green Show (seit 2015–2021, seit 2024)
  - bigweekend mit Rob Green (2021–2024)
  - Deutschlands biggste Morning Show (2015 bis 2020)
  - bigFM Dance Radio – Best of EDM mit Rob Green (seit 2023)
  - EDM News & Stories mit Rob Green (seit 2023)
  - bigFM Rob Green am Vormittag (2021–2024)
- Bei 90s90s
  - Rob Green Morning (seit 2023)

## Belege
1. ↑  Rob ist wieder auf Sendung. In: Frankfurter Neue Presse. 9. Juni 2015, abgerufen am 10. Juni 2015.
2. ↑  Deutschlands biggste Morning Show. Abgerufen am 7. September 2015.
3. ↑  bigFM Dance Radio. Abgerufen am 20. Juli 2023.
4. ↑  90s90s: Rob Green Morning. 8. August 2023, abgerufen am 15. November 2023.

| Personendaten    | Personendaten                                           |
| ---------------- | ------------------------------------------------------- |
| NAME             | Green, Rob                                              |
| ALTERNATIVNAMEN  | Green, Robert Edward (vollständiger Name)               |
| KURZBESCHREIBUNG | deutsch-britischer Radio- und Fernsehmoderator sowie DJ |
| GEBURTSDATUM     | 19. November 1976                                       |
| GEBURTSORT       | Mexborough                                              |